# 아셀라
아셀라(Ascella) 또는 궁수자리 제타(ζ Sgr)는 궁수자리 방향에 있는 삼중성계이다. 궁수자리에서 세 번째로 밝으며 시차 수치에 따르면 지구로부터 약 88 광년 떨어져 있다.
계를 이루는 구성원들을 세분하면, 궁수자리 제타 A('아셀라' 명칭이 공식적으로 부여됨)와 B가 쌍성을 이루고 있으며 반성 C는 이들로부터 떨어져 있다.

## 명칭
전통적으로 불러오던 이름 아셀라(Ascella)는《알 악사시 알 무아케트 성표》에서 이 별은 '탈라스 알 사디라'(Thalath al Sadirah)로 표기되어 있는데 이는 '되돌아오는 타조 중 세 번째'라는 의미이다. 국제천문연맹(IAU)은 2016년 항성의 고유 명칭을 관리하고 공식화할 목적으로 항성명칭 워킹그룹(WGSN)을 결성했다. WGSN은 고유 명칭을 다중성계 전체가 아니라 구성원에 붙이는 방침을 내렸다. 2016년 9월 12일 아셀라(Ascella) 명칭은 공식적으로 승인되었으며 현재 IAU 승인 항성명 목록에 실려 있다.
아셀라는 궁수자리 감마, 궁수자리 델타, 궁수자리 엡실론, 궁수자리 람다, 궁수자리 시그마, 궁수자리 타우, 궁수자리 파이와 함께 '찻주전자' 별자리를 구성한다.
궁수자리 제타(ζ Sgr)는 이 계를 바이어 명명법에 의해 표기한 것이다. 구성원들을 궁수자리 A, B, C로 로마자 대문자를 붙여 구별하는 것은 워싱턴 다중성 목록(WMC)에서 다중성계를 표기할 때 사용한 관례로, 이후 IAU가 도입했다.
중화권에서 아셀라는 두수(斗宿)에 속해 있다. 두수는 아셀라, 궁수자리 파이, 궁수자리 람다, 궁수자리 뮤, 궁수자리 시그마, 궁수자리 타우로 이루어져 있다. 이들 중 아셀라 하나만을 일컫는 명칭은 두수6(斗宿六, 두수에서 여섯 번째)이다.

## 속성
아셀라의 구성원들은 모두 합쳐 겉보기등급 +2.59로 빛난다. 아셀라는 태양계로부터 22 km s−1의 속도로 멀어지고 있으며 지금으로부터 약 100만 ~ 140만 년 전에는 태양으로부터 7.5 ± 1.8 광년(2.30 ± 0.55 파섹)까지 접근했었다.
아셀라의 구성원 A와 B는 서로를 약 21일에 1회 공전하고 있으며 궤도의 이심률은 0.211이다. A와 B를 합친 쌍성계의 질량은 태양의 5.26 ± 0.37 배이며 이 둘이 섞인 분광형은 A2.5 Va이다. A는 분광형 A2의 거성으로 겉보기 등급은 +3.27이고, B는 분광형 A4의 준거성으로 겉보기 등급은 +3.48이다. 두 구성원은 서로 평균 13.4 천문단위 떨어져 있다.
이 쌍성은 다시 10등급 밝기의 희미한 반성 C를 거느리고 있다. C는 A-B로부터 75 초각 떨어져 있다.